# 休止角
休止角，亦作安息角，是斜面使置于其上的物体处于沿斜面下滑的临界状态时，与水平表面所成的最小角度(即隨著傾斜角增加，斜面上的物體將越容易下滑；當物體達到開始下滑的狀態時，該臨界狀態的角度稱為休止角)。
大量颗粒状物质被倾倒于水平面上堆积为锥体，堆积物的表面与水平面所成内角即为休止角，其与密度，颗粒的表面积和形状，及该物质的摩擦系数相关。
休止角指在重力场中，粉料堆积体的自由表面处于平衡的极限状态时自由表面与水平面之间的角度。
测定休止角的方法有两种：注入法及排出法。注入法：将粉体从漏斗上方慢慢加入，从漏斗底部漏出的物料在水平面上形成圆锥状堆积体的倾斜角。排出法：将粉体加入到圆筒容器内，使圆筒底面保持水平，当粉体从简底的中心孔流出，在筒内形成的逆圆锥状残留粉体堆积体的倾斜角。
这两种倾斜角都是休止角，有时也采用倾斜法；在绕水平轴慢速回转的圆筒容器内加入占其容积的1/2～1/3的粉体，当粉体的表面产生滑动时，测定其表面的倾斜角。
休止角越小，摩擦力越小，流动性越好，一般认为θ≤30度时流动性好，θ≤40度时可以满足生产过程中的流动性需求。